# Vincent Hancock
Pour les articles homonymes, voir Hancock.
Vincent Hancock (né le 19 mars 1989 à Port Charlotte) est un tireur sportif américain.

## Sa vie
Il vit à Eatonton, en Géorgie, aux États-Unis.
Il fait partie de la Marksmanship Unit, à Fort Benning.

## Sa carrière

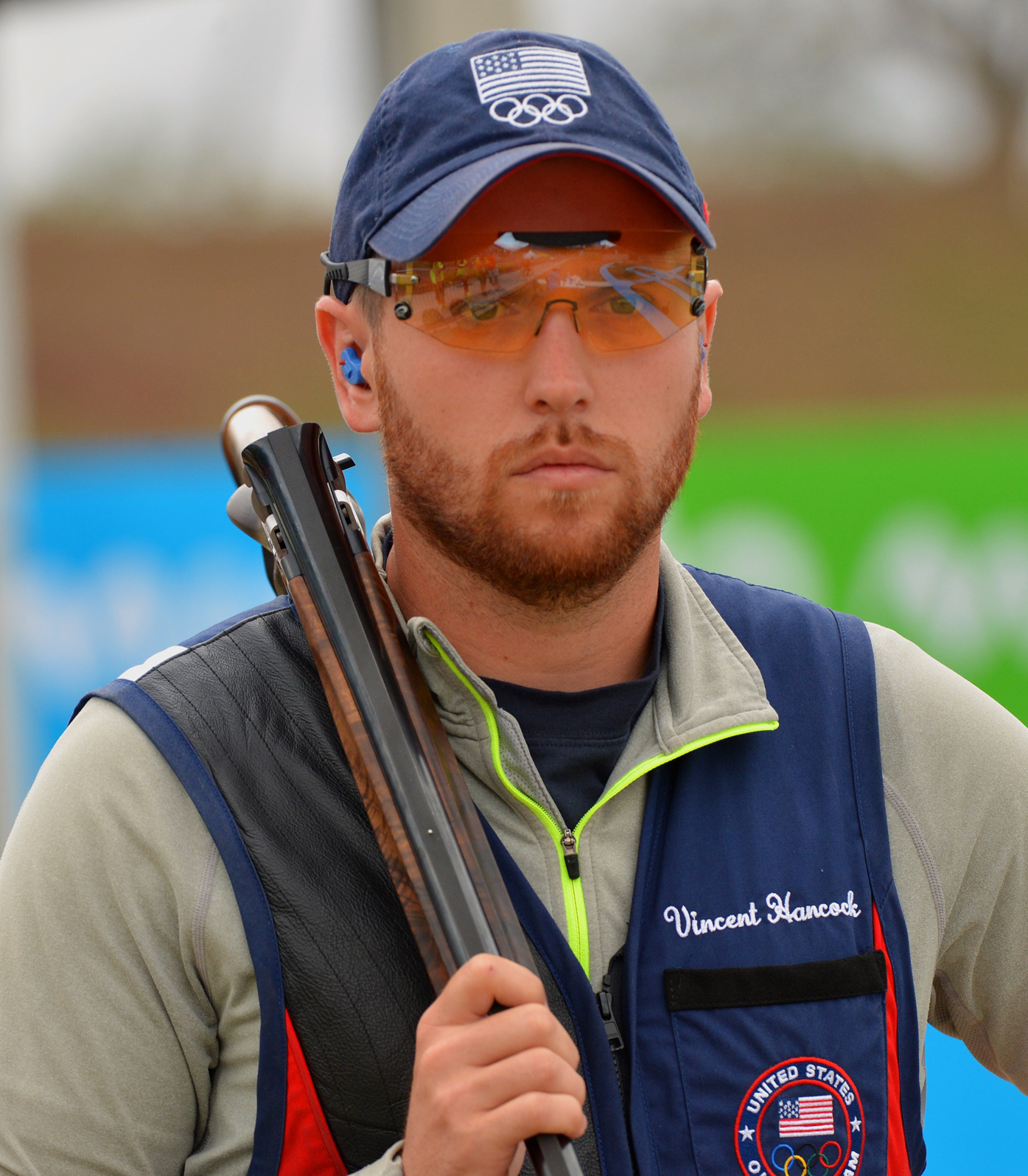
Vincent Hancock à Rio pendant les Jeux d'été 2016

En 2005, alors âgé de 16 ans, il gagne son premier titre de Champion du Monde en ball-trap hommes. 
Il a remporté la médaille d'or aux Jeux olympiques de Pékin 2008 en ball-trap Hommes. Il réitère cette performance à Londres lors des Jeux olympiques d'été de 2012.
Après son échec aux Jeux olympiques d’été de 2016 à Rio où il ne remportera aucune médaille, Vincent Hancock survolera ceux de Tokyo en 2021 (jeux olympiques d’été 2020) pour remporter la troisième médaille d’or olympique de sa carrière.